# Rivas, Nicaragua
Rivas este un oraș situat în partea de sud-vest a statului Nicaragua, pe istmul omonim, localizat între Oceanul Pacific și Lacul Nicaragua. Este reședința departamentului Rivas.